# Ali Reza Tavassoli
Ali Reza Tavassoli (en persan : علیرضا توسلی), surnommé « Abou Ahmed », né en 1962, est le commandant chiite afghan de la brigade Fatemiyoun. Il est tué par le Front al-Nosra à Deraa, en Syrie.

## Biographie
Ali Reza Tavassoli naît en 1962 en Afghanistan. Il vit Mashhad et étudie à Qom, en Iran.
Il prend part à la guerre Iran-Irak, où il sert dans la brigade Abouzar,. Il combat les talibans en Afghanistan dans les années 1990 et rejoint le Hezbollah lors du conflit israélo-libanais de 2006,.
Pendant la guerre civile syrienne, il dirige la Division des Fatimides, une milice chiite constituée de combattants afghans hazaras, qui combat pour le compte de l'Iran. Certains clichés le montrent en compagnie de Qasem Soleimani, le chef de la Force Al-Qods des Gardiens de la révolution islamique. Le Monde indique que « selon les médias iraniens, Ghassem Soleimani vouait une totale confiance à Abou Hamed ».
Il est tué le 28 février 2015, lors d'une offensive dans le sud (en) de la Syrie contre les rebelles syriens à Deraa.